# Teenage Cocktail
Pour plus de détails, voir Fiche technique et Distribution.
Teenage Cocktail est un film américain réalisé par John Carchietta, et sorti en 2016 au festival South by Southwest.

## Fiche technique
- Titre : Teenage Cocktail
- Réalisation : John Carchietta
- Scénario : John Carchietta, Sage Bannick, Chris Sivertson, Amelia Yokel
- Musique :
- Production :
- Sociétés de production : Snowfort Pictures
- Sociétés de distribution :
- Pays d’origine :  États-Unis
- Langue : anglais américain
- Lieux de tournage : Los Angeles, Californie , États-Unis
- Durée : 88 minutes (1 h 28)
- Genre : Drame, romance saphique
- Dates de sortie :
  -  États-Unis :
    - 12 mars 2016 au festival South by Southwest
    - 1er mai 2016 au Festival du film de Boston

## Distribution
- Nichole Bloom : Annie Fenton
- Fabianne Therese : Jules Rae
- Pat Healy : Frank
- Michelle Borth : Lynn Fenton
- Joshua Leonard : Tom Fenton
- AJ Bowen : Joseph Damone
- Zak Henri : Scott
- Lou Wegner : Alex
- River Alexander : Nick Fenton
- Morgan Peter Brown : Teacher
- Danny Minnick : Bystander #1
- Laura Covelli : Maria
- Eric D'Agostino : Scott's Friend
- Michael Anthony DiNuzzo : Student
- Kosta Kariotis : Student
- Shanna Malcolm : Waitress
- Guy Nardulli : Officer Holland
- Isaac Salzman : Eddie
- Amy Tardugno : Bus Passenger
- Wyntergrace Williams : Girl